# 케이코 아지나
케이코 아게나(Keiko Agena, 1973년 10월 3일 ~ )는 미국의 배우이다.

## 출연 작품
- 마이 네버 리스트 (2020)
- 길모어 걸스 : 한 해의 스케치 (2016)
- 나 + 그녀 (2014)
- 업로디드: 더 아시안 아메리칸 무브먼트 (2012)
- 트랜스포머 3 (2011)
- 메이저 무비 스타 (2008)
- 헤어 쇼 (2004)
- 나이트메어 룸 (2001)
- 길모어 걸스 (2000)
- 펠리시티 (1998)